# غرايس ليك (إلينوي)
غرايس ليك (بالإنجليزية: Grayslake)‏ هي بلدة تقع في الولايات المتحدة في إلينوي. يقدر عدد سكانها بـ 20,957 نسمة .

## الموقع الجغرافي
الموقع الجغرافي للمناطق المحيطة بهذه النقطة هو كالتالي:

## أعلام
- رالف بروكتور
- نينجا